# Fantastic Departure!
- ラブライブ! > ラブライブ!サンシャイン!! > Aqours > Fantastic Departure!

「Fantastic Departure!」（ファンタスティック デパーチャー）は、Aqoursの楽曲。2020年7月22日にLantisから発売された。

## 概要
前作「シャゼリア☆キッス☆ダダンダーン」から約2ヶ月ぶりとなるシングル。一般流通のシングルCDとしては、前作「KOKORO Magic “A to Z”」から9ヶ月ぶりのリリースとなる。
表題曲「Fantastic Departure!」は、6thライブツアー『Aqours 6th LoveLive! DOME TOUR 2020』のテーマソング。
本来は5月20日に発売の予定だったが、新型コロナウイルス感染拡大によって政府により発令された緊急事態宣言に伴い発売が延期されることが発表された。その後、緊急事態宣言が解除された5月31日に、公式ツイッターで7月22日に発売日が決定したことが発表された。
初回限定特典として、『ラブライブ！サンシャイン!! Aqours 6th LoveLive! DOME TOUR 2020』のチケット先行抽選申込券が封入されたが、全公演中止ののち、『ラブライブ！サンシャイン!! Aqours 6th LoveLive! ～KU-RU-KU-RU Rock 'n' Roll TOUR～』のチケット先行抽選申込券に変更された。

## チャート成績
2020年7月21日付のオリコンデイリーランキングでは2.4万枚を売り上げ3位にランクインし、翌日の7月22日付では2位に浮上し、2021年3月18日付では1位に浮上した。2020年8月3日付オリコン週間シングルランキングでは4.6万枚を売り上げて3位にランクイン。デビュー作からの連続週間TOP5入り記録を23作に更新した。

## 収録曲
収録内容におけるボーカル曲は太字、ボイスドラマパートは▲印で表記する。
- CD
  - 全作詞：畑亜貴

1. Fantastic Departure!
  - 作曲：Kanata Okajima・MEG、編曲：MEG
  - 6thライブツアー『Aqours 6th LoveLive! DOME TOUR 2020』テーマソング
2. Aqours Pirates Desire
  - 作曲：TAKAROT・イワツボコーダイ、編曲：TAKAROT
3. Fantastic Departure! (Off Vocal)
4. Aqours Pirates Desire (Off Vocal)
5. Aqours流、勝利論▲
6. 魅惑のロードバイク▲
7. フェンシングってなんだろな?▲